# Christian Gerber (Theologe)

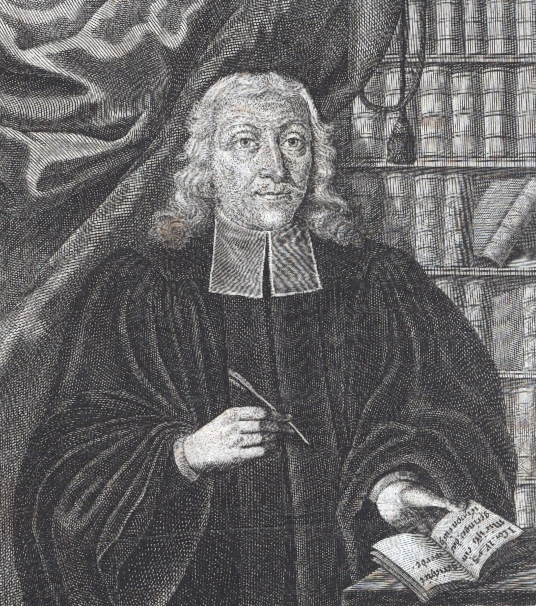
Christian Gerber

Christian Gerber (* 27. Mai 1660 in Görnitz bei Borna; † 25. März 1731 in Lockwitz) war ein deutscher lutherischer Theologe und Schriftsteller.

## Leben
Gerber wurde als Sohn eines Predigers im westlich von Borna gelegenen Görnitz geboren, das um 1960 Opfer des Braunkohletagebaus wurde. Er besuchte die Schule in Zeitz, immatrikulierte sich 1679 an der Universität Leipzig und setzte 1684 seine Studien an der Universität Wittenberg fort. Dort erwarb er den akademischen Grad eines Magisters an der philosophischen Fakultät und widmete sich der Theologie.
1685 wurde er Pfarrer in Rothschönberg und 1690 in Lockwitz. Er orientierte sich theologisch am befreundeten Philipp Jakob Spener, dem „Patron des lutherischen Pietismus“, und ließ in seinen Erbauungsschriften pietistische Motive anklingen: u. a. die praxis pietatis sowie eschatologische Vorstellungen und den Missionsgedanken. Als Schriftsteller hat sich Gerber auch auf dem Gebiet der deutschen Sprichwörterkunde und Sittengeschichte des 17. Jahrhunderts einen Namen gemacht. Aus seiner Feder stammen auch Lieder. Sein bekanntestes ist das Kirchenlied Wohl dem, der Gott zum Freunde hat. Seine Schriften wurden bis in das 18. Jahrhundert gedruckt.
Sein Sohn Christian Gottlob Gerber wirkte ebenfalls als Theologe in Lockwitz.

## Werkauswahl
- Unerkannte Sünden der Welt…. Dresden 1690.
- Unchristlichen Sprüchwörter,
- Geheimnisse des Reichs Gottes oder Predigten über die Evangelia. Dresden 1708
- Evangelische Firmung, Dresden 1713.
- Die unerkannten Wohlthaten Gottes in dem Chur-Fürstenthum Sachsen. 2 Bde., Dresden und Leipzig 1717. (online)
- Historia derer Wiedergebohrnen in Sachsen. 4 Bände u. zwei Anhänge. Dresden 1725–1729.
- Historie der Kirchenceremonien in Sachsen. Dresden und Leipzig 1732.